# لی چون
لی چون (انگلیسی: Li Qun؛ زادهٔ ۱۰ نوامبر ۱۹۷۳) بازیکن بسکتبال اهل چین بود. وی در بازی‌های المپیک تابستانی ۲۰۰۰ شرکت کرده‌است.